# Eurolanche
Eurolanche jest pierwszym i obecnie jedynym europejskim fan clubem drużyny NHL – Colorado Avalanche. Istnieje on od 2007 roku i zgromadził wokół siebie 215 członków z 29 krajów. Eurolanche to niekomercyjny i niedochodowy projekt, który opiera się na dobrowolnej i ochotniczej pomocy fanów hokeja. Podstawową rolą fan clubu jest: zjednoczenie europejskich fanów Colorado Avalanche, organizowanie spotkań członków z zawodnikami NHL oraz pomiędzy nimi samymi, wycieczki do USA i wiele innych. Według magazynu hokejowego Pro Hockey, Eurolanche ma najbardziej wyrafinowaną stronę www pośród europejskich fan clubów NHL. Eurolanche pojawiło się wielokrotnie zarówno w mediach w Europie, jak i w Stanach Zjednoczonych. Eurolanche oferuje europejskim fanom hokeja nie tylko możliwość spotkania i poznania innych „Avalancho-maniaków”, ale także szansę na wygranie pamiątek i artefaktów, poznanie zawodników z drużyny oraz uczestnictwo w grupowych wyjazdach do Denver w stanie Kolorado, Europy i bycie częścią rozwijającego się fan clubu.

## Historia
Fan club Eurolanche powstał 12 sierpnia 2007 r. przez słowackiego fana hokeja na lodzie – Davida Puchovskiego z Bratysławy. Na początku była to po prostu strona internetowa fan clubu i jej jedynym celem było zjednoczenie fanów drużyny Colorado Avalanche. Po kilku miesiącach otworzono nową, profesjonalną stronę internetową. Dawała ona możliwość pisania artykułów na temat Colorado w dowolnych językach, uczestniczenia w konkursach o artefakty oraz ich kupna w sklepie internetowym i wiele więcej.
W lecie 2008 r., zostało zorganizowane spotkanie ze słowackim bramkarzem grającym ówcześnie w Colorado – Peterem Budajem w Bańskiej Bystrzycy na Słowacji. W spotkaniu wzięło udział siedmioro członków Eurolanche ze Słowacji, Czech, Austrii i Polski. Było ono katalizatorem pierwszych planów wycieczki zorganizowanej do Denver. Wywiad przeprowadzony podczas spotkania z Peterem Budajem został później opublikowany w magazynie hokejowym – Pro Hockey, w Czechach, Słowacji, Finlandii i Szwecji w trzech wersjach językowych.
Z pomocą Petera Budaja, pierwszy wyjazd członków Eurolanche do Colorado, nazwany Eurolanche Invasion I (dosłownie: Inwazja Eurolanche I), został zorganizowany w okresie wakacyjnym 2008 r. aż do stycznia 2009 r. Dwóch członków ze Słowacji i jeden z Czech spędzili ponad 2 tygodnie w Stanach Zjednoczonych. Ta edycja „Inwazji” zawierała obejrzenie 6 meczów Colorado Avalanche na żywo, spotkanie z każdym zawodnikiem po meczu, prezentacje projektu Eurolanche zarządowi Avalanche, odwiedzanie treningów zespołu oraz wywiad w telewizji Altitude podczas meczu.
Podobny harmonogram czekał na uczestników Podobny Eurolanche Invasion II w lutym 2009 r. W drugim wyjeździe uczestniczyło dwóch czeskich fanów i jeden z Austrii. Jak poprzednio, oni również pojawili się oni na lokalnym sportowym kanale amerykańskiej telewizji – Altitude.
Eurolanche zorganizowało swoje pierwsze dwa spotkania członków na Słowacji w 2009 r. Fan klub kontynuował główną działalność poprzez regularną publikację artykułów dotyczących Colorado Avalanche na swojej stronie internetowej. Czterej słowaccy członkowie spotkali się z Paulem Stastnym w Nowej Dubnicy, na Słowacji, w lecie 2009 r.
Trzeci sezon Eurolanche wzniósł go na nowe wyżyny. Podczas sezonu 2009/2010, Eurolanche zorganizowało trzeci wyjazd członków do Denver pod nazwą Eurolanche Invasion III. Tym razem rekordowa liczba członków uczestniczyła w Inwazji: dwóch Słowaków, trzech Austriaków i jeden fan z Rumunii. Wszyscy uczestnicy tej edycji Inwazji zobaczyli sześć meczów Colorado Avalanche i spotkali się z każdym zawodnikiem z drużyny. Punktem kulminacyjnym wycieczki było spotkanie z Joe Sakicem. Uczestnicy Eurolanche Invasion III zostali obdarzeni biletami na mecze przez zarząd Colorado Avalanche. Eurolanche pojawiło się w telewizji amerykańskiej po raz trzeci i pierwszy raz na kanale FOX 31 w wieczornych wiadomościach.
Sezon 2010/11 przyniósł mniej osiągnięć. Poprawa strony Eurolanche umożliwiła szereg aktywności interaktywnych, ale w ostateczności trzeba było wrócić do prostszej wersji. W swoim czwartym sezonie, nie zorganizowano ani wypraw do Colorado, ani spotkań członków fan clubu w Europie. Jednakże ten dość spokojny sezon, przygotował członków na wielki moment w sezonie 2011/12.
Piąty sezon Eurolanche w latach 2011/12 był wielkim sukcesem. Było kolejny wyjazd do USA w grudniu 2011 roku o nazwie Eurolanche Invasion IV, w którym udział wzięli Słowacy, Czesi i Austriacy. Członkowie fan klubu ponownie mieli pełne wsparcie zespołu i mogli spotkać się z zawodnikami po meczach. Podczas podróży, członkowie Eurolanche odwiedzili wraz z graczami Colorado Avalanche imprezę charytatywną w szpitalu. Tym razem udało się także wejść do szatni Colorado po meczu oraz otrzymali możliwość spotkania się z graczami i wspólnego zwiedzenia szatni. Podczas tego spotkania w szatni, Eurolanche nagrało wideo z indywidualnymi pozdrowienia od każdego zawodnika do wszystkich europejskich fanów. Ta edycja Inwazji zrobiła wiele dla podniesienia świadomości i wiedzy o Colorado Avalanche i Eurolanche zarówno w USA, jak i Europie.
Fan klub zorganizował dwa spotkania członków na Słowacji w 2011 r., które poprzedziło następne spotkanie na koniec sezonu. Był nawet fan, który przyjechał na nie bezpośrednio z Denver. Jak dotąd, najbardziej udaną imprezą Eurolanche było zorganizowane spotkania z Janem Hejdą, Milanem Hejdukiem i Davidem Koči w Pradze w Czechach w lecie 2012 r. Członkowie spotkali się z tymi szanowanymi ikonami hokejowymi, i byli w stanie omówić szeroki zakres tematów, począwszy od początków ich kariery hokejowej, aż do ich opinii na temat ligi NHL i poszczególnych zawodników.
Redaktorzy Eurolanche kontynuowali reportaże w czasie offsezonu oraz zrobili wywiad z Ian’em Laperrierem, specjalny reportaż o byłym graczu NHL – Marku Svatosie. Eurolanche było też pierwszym poza amerykańskim medium, które rozmawiało z Milanem Hejdukiem po jego decyzji o rezygnacji z bycia kapitanem Colorado Avalanche. Następujący okres lockoutu w NHL był paradoksalnie najbardziej udany w historii Eurolanche. Fanklub był cytowany przez wiele prestiżowych mediów sportowych: The Hockey News, Denver Post, Yahoo Sports, NBC Sports. Redaktor sekcji o Colorado Avalanche w Denver Post, Adrian Dater, w ostatnich latach witał i pozdrawiał członków fan klubu. Najbardziej do sukcesu tej organizacji przyczyniły się jednak ekskluzywne wywiady z różnymi, byłymi i obecnymi graczami Colorado Avalanche, włączając w tym Gabriela Landeskoga (najmłodszego kapitania w historii NHL), bramkarza Semyona Varlamova, skrzydłowego Ryana O’Reilly.

### Plotka o Zachu Parise
Fan club Eurolanche przedstawił pierwsze spekulacje mediów o przyjeździe byłego zawodnika New Jersey Devils do Colorado Avalanche. Ta spekulacja pochodziła ze źródła bliskiego New Jersey Devils. W ekskluzywnym wywiadzie potwierdził, że zarząd Colorado Avalanche skontaktował się z agentem Zacha Parise’a. Jednocześnie nie wiedział, że przyjazd Zacha do Colorado stał się rzeczywistością. Spekulacje o możliwym przejściu Zacha do Colorado zostały podjęte przez kilka zagranicznych mediów, w których cytowano Eurolanche. Parise ostatecznie podpisał kontrakt z Minnesotą Wild. Dyrektor generalny Colorado Avalanche, Greg Sherman, potwierdził później, że kontaktował się z agentem Parise’a, jednak umowa nie została osiągnięta.

## Cele
Eurolanche ma wiele celów, które pomagają zdefiniować istnienie fan klubu:
- Jednoczenie europejskich fanów Colorado Avalanche
- Zwiększenie zasięgu informacyjnego o Colorado poprzez publikację artykułów w różnych językach
- Organizacja spotkań wśród europejskich fanów
- Organizacja spotkań członków Eurolanche z graczami Avs w Europie
- Organizowanie wyjazdów europejskich fanów do Denver w stanie Colorado
- Organizowanie konkursów na autografy, pamiątki i artefakty
- Tworzenie przestrzeni dyskusyjnej online dla europejskich fanów

### Członkostwo
Jak podano na stronie internetowej Eurolanche, członkostwo w fan klubie jest bezpłatne i bez zobowiązań. Eurolanche oświadcza, że każdy z członków ma prawo do wzięcia udziału w konkursach o cenne nagrody, uczestnictwa w spotkaniach z innymi członkami, jak i z graczami Colorado oraz mogą uczestniczyć w wyjazdach do Stanów podczas „Eurolanche Invasion”. Najbardziej aktywni członkowie mogą otrzymać bilety na mecze NHL. Każdy uczestnik wyprawy ma okazję spotkać się z graczami Avs.

### Nadchodzące wydarzenia
W sezonie 2012/13 Eurolanche zorganizuje piąty wyjazd do Denver na sześć meczów NHL.

## Wyprawy do Denver

### Eurolanche Invasion I
- 26 grudnia 2008 – 11 stycznia 2009
- Denver, Colorado
- 2 Słowaków, Czech
- 6 meczów Colorado Avalanche
- Bilety na mecze dla aktywnych członków fan clubu za darmo, spotkania z zawodnikami, wywiad telewizyjny, wizyty na treningach

### Eurolanche Invasion II
- 30 stycznia 2009 – 6 lutego 2009
- Denver, Colorado
- 2 Czechów, Austriak
- 3 mecze Colorado Avalanche
- Bilety na mecze dla aktywnych członków fan clubu za darmo, spotkania z zawodnikami, wywiad telewizyjny, wizyty na treningach

### Eurolanche Invasion III
- 30 stycznia 2010 – 13 lutego 2010
- Denver, Colorado
- 3 Austriaków, 2 Słowaków, Rumun
- 6 meczów Colorado Avalanche
- Bilety na mecze dla aktywnych członków fan clubu za darmo, spotkania z zawodnikami, wywiad telewizyjny, wizyty na treningach

### Eurolanche Invasion IV
- 15 grudnia 2011 – 30 grudnia 2009
- Denver, Colorado
- Słowak, Czech, Austriak
- 6 meczów Colorado Avalanche
- Bilety na mecze dla aktywnych członków fan clubu za darmo, spotkania z zawodnikami, wizyty na treningach

## Pozostałe aktywności

### Spotkanie z Peterem Budajem
- lato 2008
- Bańska Bystrzyca, Słowacja
- 7 członków
- Wywiad z tego spotkania był opublikowany przez magazyn „Pro Hockey”

### Spotkanie z Paulem Stastnym
- lato 2009
- Nowa Dubnica, Słowacja
- 5 członków
- W spotkaniu uczestniczył także Peter Stastny

### Spotkanie z Janem Hejdą, Milanem Hejdukiem, Davidem Koci
- lato 2012
- Praga, Czechy
- 5 członków
- Jak dotąd największe spotkanie Eurolanche w Europie z zawodnikami Colorado Avalanche

### Spotkania członków
Eurolanche zorganizowało pięć spotkań członków w Europie:
- W marcu 2009 w Valcy, Słowacja
- We wrześniu 2009 w Valcy, Słowacja
- W lutym 2011 w Zelenej Vodzie, Słowacja
- W październiku 2011 w Zelenej Vodzie, Słowacja
- W czerwcu 2012 w Bratysławie, Słowacja